# Provedores da Santa Casa da Misericórdia de Lisboa
Abaixo encontra-se uma lista parcial dos provedores da Santa Casa da Misericórdia de Lisboa, que foi fundada em 15 de agosto de 1498:
| Nome do Provedor                                               | Imagem | Início do mandato       | Fim do mandato         | Notas |
| Século XV                                                      |        |                         |                        | |
|                                                                |        | 1498                    | 1500                   | Os dados deste período encontram-se indisponíveis                                                                                          |
| Século XVI                                                     |        |                         |                        | |
|                                                                |        | 1501                    | 1533                   | Os dados deste período encontram-se indisponíveis                                                                                          |
| Pedro de Moura                                                 |        | 1533                    | 1534                   | |
| Rui de Sousa                                                   |        | 1539                    | 1540                   | |
| Duarte da Costa                                                |        | 1541                    | 1542                   | |
| Afonso de Albuquerque                                          |        | 1542                    | 1543                   | |
| Fernão da Silveira                                             |        | 1543                    | 1544                   | |
| Bernardim de Távora                                            |        | 1544                    | 1545                   | |
| Afonso de Albuquerque                                          |        | 1545                    | 1546                   | |
| Rui de Sousa                                                   |        | 1546                    | 1547                   | |
| Garcia de Sá                                                   |        | 1547                    | 1548                   | |
| D. Francisco de Noronha                                        |        | 1548                    | 1549                   | 2º Conde de Linhares |
| Manuel de Albuquerque                                          |        | 1549                    | 1550                   | |
| Fernão da Silveira                                             |        | 1550                    | 1551                   | |
| Cristóvão de Brito                                             |        | 1551                    | 1552                   | |
| Afonso de Albuquerque                                          |        | 1552                    | 1553                   | |
| D. Francisco de Noronha                                        |        | 1553                    | 1554                   | 2º Conde de Linhares |
| Luís de Lencastre                                              |        | 1554                    | 1555                   | |
| Afonso de Lencastre                                            |        | 1555                    | 1556                   | |
| Afonso de Noronha                                              |        | 1556                    | 1557                   | |
| Afonso de Albuquerque                                          |        | 1557                    | 1558                   | |
| Álvaro de Melo                                                 |        | 1558                    | 1559                   | |
| Duarte da Costa                                                |        | 1559                    | 1560                   | |
| Martim Afonso de Sousa                                         |        | 1560                    | 1561                   | |
| Afonso de Noronha                                              |        | 1561                    | 1562                   | |
| Sancho de Faro                                                 |        | 1562                    | 1563                   | |
| Afonso de Albuquerque                                          |        | 1563                    | 1564                   | |
| Rui Lourenço de Távora                                         |        | 1564                    | 1565                   | |
| Álvaro de Melo                                                 |        | 1565                    | 1566                   | |
| Luís de Ataíde                                                 |        | 1566                    | 1567                   | |
| Luís Fernandes de Vasconcelos                                  |        | 1568                    | 1569                   | |
| Luís de Brito                                                  |        | 1569                    | 1570                   | |
| Lourenço de Sousa                                              |        | 1570                    | 1571                   | |
| Afonso de Albuquerque                                          |        | 1571                    | 1572                   | |
| Pedro Dinis                                                    |        | 1572                    | 1573                   | |
| Álvaro de Melo                                                 |        | 1573                    | 1574                   | |
| Dinis de Lencastre                                             |        | 1574                    | 1575                   | |
| Rui Lourenço de Távora                                         |        | 1575                    | 1576                   | |
| Afonso de Albuquerque                                          |        | 1577                    | 1578                   | |
| Álvaro de Melo                                                 |        | 1578                    | 1579                   | |
| Bernardim de Távora                                            |        | 1576                    | 1577                   | |
| Dinis de Lencastre                                             |        | 1579                    | 1580                   | |
| Tomás de Noronha                                               |        | 1580                    | 1581                   | |
| Francisco de Sá de Meneses                                     |        | 1581                    | 1582                   | |
| Pedro de Alcáçovas Carneiro                                    |        | 1582                    | 1583                   | |
| Diogo de Sousa                                                 |        | 1584                    | 1585                   | |
| D. Dinis de Lancastre                                          |        | 1585                    | 1587?                  | |
| D. João da Costa                                               |        | 1587                    | 1588                   | |
| D. Luís de Lancastre                                           |        | 1588                    | 1590?                  | |
| D. Francisco de Mascarenhas                                    |        | 1590                    | 1591                   | |
| Fernão Teles de Meneses                                        |        | 1591                    | 1592                   | |
| D. Manuel de Melo                                              |        | 1592                    | 1593                   | |
| D. Luís de Lancastre                                           |        | 1593                    | 1594                   | |
| Francisco Barreto de Lima                                      |        | 1594                    | 1595                   | |
| Fernão Teles de Meneses                                        |        | 1597                    | 1598                   | |
| Francisco Barreto de Lima                                      |        | 1598                    | 1599                   | Em virtude da sua morte a 12 de Agosto de 1599, o mandato foi completado por Fernão Teles de Meneses até 2 de Julho de 1600                |
| Século XVII                                                    |        |                         |                        | |
| D. João da Costa                                               |        | 1600                    | 1601                   | |
| D. Francisco Manuel de Ataíde                                  |        | 1601                    | 1602                   | 1º Conde da Atalaia |
| Matias de Albuquerque                                          |        | 1602                    | 1603                   | |
| Gil Eanes da Costa                                             |        | 1603                    | 1604                   | |
| Rui Lourenço de Távora                                         |        | 1604                    | 1605                   | |
| D. Jerónimo Coutinho                                           |        | 1605                    | 1606                   | |
| Cristóvão de Moura                                             |        | 1606                    | 1607                   | Ausentou-se para Madrid em Julho de 1606, sendo o restante período do mandato assegurado por D. Manuel de Castelo Branco                   |
| Rui Lourenço de Távora                                         |        | 1607                    | 1608                   | |
| D. João Coutinho                                               |        | 1608                    | 1609                   | 5º Conde de Redondo |
| D. Manuel Luís Baltasar da Câmara                              |        | 1609                    | 1610                   | 2º Conde de Vila Franca |
| D. Henrique de Portugal                                        |        | 1610                    | 1611                   | |
| D. Francisco Manuel de Ataíde                                  |        | 1611                    | 1612                   | |
| D. Diogo da Silva                                              |        | 1612                    | 1613                   | 5º Conde de Portalegre |
| Rui Lourenço de Távora                                         |        | 1615                    | 1616                   | |
| Simão Gonçalves da Câmara                                      |        | 1616                    | 1617                   | 4º Conde da Calheta |
| D. Henrique de Portugal                                        |        | 1617                    | 1618                   | |
| D. Manuel de Castelo Branco                                    |        | 1618                    | 1619                   | 2º Conde de Vila Nova de Portimão |
| D. Diogo da Silva                                              |        | 1619                    | 1620                   | 5º Conde de Portalegre |
| D. Francisco de Castelo Branco                                 |        | 1620                    | 1621                   | 2º Conde de Sabugal |
| Simão Gonçalves da Câmara                                      |        | 1621                    | 1622                   | 3º Conde da Calheta |
| D. Afonso de Lancastre                                         |        | 1622                    | 1623                   | |
| D. Francisco de Castelo Branco                                 |        | 1623                    | 1624                   | 2º Conde de Sabugal |
| D. Manuel de Castelo Branco                                    |        | 1624                    | 1625                   | 2º Conde de Vila Nova de Portimão |
| D. Manuel Álvares da Cunha                                     |        | 1625                    | 1626                   | |
| Gonçalo Pires de Carvalho                                      |        | 1626                    | 1627                   | |
| D. Martinho de Mascarenhas                                     |        | 1627                    | 1628                   | 2º Conde de Santa Cruz |
| D. Miguel de Almeida                                           |        | 1628                    | 1629                   | 4º Conde de Abrantes |
| D. Gonçalo Coutinho                                            |        | 1629                    | 1630                   | |
| D. Martinho de Mascarenhas                                     |        | 1631                    | 1632                   | 2º Conde de Santa Cruz |
| Pedro da Silva                                                 |        | 1632                    | 1633                   | |
| Gonçalo Pires de Carvalho                                      |        | 1633                    | 1634                   | |
| D. João da Silva                                               |        | 1634                    | 1635                   | |
| D. Jorge de Mascarenhas                                        |        | 1635                    | 1636                   | 1º Marquês de Montalvão |
| Luís da Silva                                                  |        | 1636                    | 1637                   | Vedor da Fazenda |
| D. Manrique da Silva                                           |        | 1637                    | 1638                   | 1º Marquês de Gouveia |
| Luís da Cunha                                                  |        | 1638                    | 1639                   | |
| D. Rodrigo da Cunha                                            |        | 1639                    | 1640                   | |
| D. Pedro Luís de Lencastre                                     |        | 1640                    | 1641                   | 2º Conde de Figueiró |
| D. Luís de Noronha e Meneses                                   |        | 1641                    | 1642                   | 7º Marquês de Vila Real |
| D. Pedro da Silva                                              |        | 1642                    | 1643                   | 1º Conde de S. Lourenço |
| D. Rodrigo da Câmara                                           |        | 1643                    | 1644                   | 3º Conde de Vila Franca |
| D. Antão de Almada                                             |        | 1644                    | 1645                   | |
| D. Tomás de Noronha                                            |        | 1645                    | 1646                   | 3º Conde de Arcos |
| D. Manrique da Silva                                           |        | 1646                    | 1647                   | 1º Marquês de Gouveia |
| D. Jorge de Mascarenhas                                        |        | 1647                    | 1648                   | 1º Marquês de Montalvão |
| D. Gregório Taumaturgo de Castelo Branco                       |        | 1648                    | 1649                   | 3º Conde de Vila Nova de Portimão |
| D. Rodrigo Lobo da Silveira                                    |        | 1649                    | 1650                   | 1º Conde de Sarzedas |
| D. D. Miguel de Almeida                                        |        | 1650                    | 1651                   | 4º Conde de Abrantes |
| D. António Luís de Meneses                                     |        | 1651                    | 1652                   | 1º Marquês de Marialva |
| D. Álvaro Abranches da Câmara                                  |        | 1652                    | 1653                   | |
| Jorge de Melo                                                  |        | 1653                    | 1654                   | |
| D. Francisco de Faro e Noronha                                 |        | 1654                    | 1655                   | 7º Conde de Odemira |
| D. Fernão Teles da Silva                                       |        | 1655                    | 1656                   | 1º Conde de Vilar Maior |
| D. Vasco Luís da Gama                                          |        | 1656                    | 1657                   | 1º Marquês de Nisa |
| D. António de Alcáçova Carneiro                                |        | 1657                    | 1658                   | Morreu durante o mandato |
| D. António Luís de Meneses                                     |        | 1658                    | 1659                   | 1º Marquês de Marialva |
| Rui de Moura Teles                                             |        | 1659                    | 1660                   | |
| D. Francisco de Faro e Noronha                                 |        | 1660                    | 1661                   | 7º Conde de Odemira Morreu durante o mandato                                                                                               |
| D. Vasco Luís da Gama                                          |        | 1661                    | 1662                   | 1º Marquês de Nisa |
| D. João da Silva                                               |        | 1662                    | 1663                   | 2º Marquês de Gouveia |
| D. Nuno de Mendonça                                            |        | 1663                    | 1664                   | 2º Conde de Vale dos Reis |
| D. Rodrigo de Meneses                                          |        | 1664                    | 1665                   | |
| D. Jerónimo de Ataíde                                          |        | 1665                    | 1666                   | 6º Conde de Atouguia |
| D. Luís de Vasconcelos e Sousa                                 |        | 1666                    | 1667                   | 3º Conde de Castelo Melhor |
| D. João da Silva                                               |        | 1667                    | 1668                   | 2º Marquês de Gouveia |
| D. Vasco Luís da Gama                                          |        | 1668                    | 1669                   | 1º Marquês de Nisa |
| D. Diogo de Lima                                               |        | 1669                    | 1670                   | 7º Visconde de Vila Nova de Cerveira |
| D. António Luís de Meneses                                     |        | 1670                    | 1671                   | 1º Marquês de Nisa |
| D. João de Mascarenhas                                         |        | 1671                    | 1672                   | 1º Marquês de Fronteira |
| D. António Luís de Meneses                                     |        | 1672                    | 1673                   | 1º Marquês de Nisa |
| D. Luís (II) de Sousa                                          |        | 1673                    | 1674                   | Arcebispo de Braga |
| D. Henrique de Sousa Tavares                                   |        | 1674                    | 1675                   | 1º Marquês de Arronches |
| D. Nuno de Mendonça                                            |        | 1675                    | 1676                   | 7º Visconde de Vila Nova de Cerveira (?)                                                                                                   |
| D. Garcia de Melo                                              |        | 1676                    | 1677                   | Monteiro-mor |
| D. Diogo de Lima                                               |        | 1677                    | 1678                   | 7º Visconde de Vila Nova de Cerveira |
| D. João de Mascarenhas                                         |        | 1678                    | 1679                   | 1º Marquês de Fronteira |
| D. João da Silva                                               |        | 1679                    | 1680                   | 2º Marquês de Gouveia |
| D. Manuel Teles da Silva                                       |        | 1680                    | 1681                   | 2º Conde de Vilar Maior |
| D. Luís de Meneses                                             |        | 1681                    | 1682                   | 3º Conde da Ericeira |
| D. Luís de Sousa                                               |        | 1682                    | 1683                   | Arcebispo de Lisboa |
| D. Miguel Carlos de Távora                                     |        | 1683                    | 1684                   | 2º Conde de São Vicente |
| D. Luís Lobo da Silveira                                       |        | 1684                    | 1685                   | 2º Conde de Sarzedas |
| D. Nuno de Mendonça                                            |        | 1685                    | 1686                   | 2º Conde de Vale de Reis |
| D. Miguel da Silveira                                          |        | 1686                    | 1687                   | |
| D. Manuel da Cunha                                             |        | 1687                    | 1688                   | |
| D. Manuel Teles da Silva                                       |        | 1688                    | 1689                   | 1º Marquês de Alegrete |
| D. Luís de Meneses                                             |        | 1689                    | 1690                   | 3º Conde da Ericeira Morreu durante o mandato                                                                                              |
| D. João de Mascarenhas                                         |        | 1690                    | 1691                   | 3º Conde de Sabugal |
| D. Miguel da Silveira                                          |        | 1691                    | 1692                   | |
| Fernão de Sousa Castelo Branco Coutinho e Meneses              |        | 1692                    | 1693                   | |
| D. Francisco de Távora                                         |        | 1693                    | 1694                   | 1º Conde de Alvor |
| D. Miguel Carlos de Távora                                     |        | 1694                    | 1695                   | 2º Conde de São Vicente |
| D. Luís de Lencastre                                           |        | 1695                    | 1696                   | 4º Conde de Vila Nova de Portimão |
| D. Francisco de Sousa                                          |        | 1696                    | 1697                   | Capitão da Guarda Alemã |
| Diogo de Mendonça Furtado e Albuquerque                        |        | 1697                    | 1698                   | Morreu durante o mandato |
| D. Luís Manuel de Távora                                       |        | 1698                    | 1699                   | 4º Conde de Atalaia |
| D. António Luís de Sousa                                       |        | 1699                    | 1700                   | 2º Marquês de Minas |
| Século XVIII                                                   |        |                         |                        | |
| D. Vasco Lobo da Silveira                                      |        | 1700                    | 1701                   | 9º Barão do Alvito |
| D. Miguel Carlos de Távora                                     |        | 1701                    | 1702                   | 2º Conde de São Vicente |
| D. Francisco de Távora                                         |        | 1703                    | 1704                   | 1º Conde de Alvor |
| D. João da Silva Telo de Meneses                               |        | 1704                    | 1705                   | 3º Conde de Aveiras |
| D. Marcos de Noronha e Brito                                   |        | 1705                    | 1706                   | 4º Conde dos Arcos |
| D. Nuno de Mendonça                                            |        | 1706                    | 1707                   | 2º Conde de Vale de Reis |
| D. José de Meneses                                             |        | 1707                    | 1708                   | 1º Conde de Viana |
| D. Rodrigo da Silveira                                         |        | 1708                    | 1709                   | 3º Conde de Sarzedas |
| D. Pedro António de Noronha de Albuquerque                     |        | 1709                    | 1710                   | 1º Marquês de Angeja |
| D. Nuno da Cunha Ataíde, Cardeal da Cunha                      |        | 1710                    | 1711                   | Inquisidor-mor |
| D. Fernando de Mascarenhas                                     |        | 1711                    | 1712                   | 2º Marquês de Fronteira |
| D. José Rodrigo da Câmara                                      |        | 1712                    | 1713                   | 2º Conde da Ribeira Grande |
| D. Fernão Teles da Silva                                       |        | 1713                    | 1714                   | 2º Marquês de Alegrete |
| D. Filipe de Sousa                                             |        | 1714                    | 1715                   | Morreu durante o mandato |
| D. João de Almeida Portugal                                    |        | 1715                    | 1716                   | 2º Conde de Assumar |
| D. Filipe de Mascarenhas                                       |        | 1716                    | 1718                   | 2º Conde de Coculim |
| D. Carlos de Noronha e Abranches                               |        | 1718                    | 1719                   | 2º Conde de Valada |
| D. João de Sousa                                               |        | 1719                    | 1720                   | 3º Marquês de Minas |
| D. Rodrigo Anes de Sá                                          |        | 1720                    | 1721                   | |
| D. Manuel Teles da Silva                                       |        | 1722                    | 1723                   | 3º Marquês de Alegrete |
| D. Lourenço de Almeida                                         |        | 1724                    | 1725                   | |
| D. Manuel Teles da Silva                                       |        | 1725                    | 1726                   | 3º Marquês de Alegrete |
| D. Francisco de Paula de Portugal e Castro                     |        | 1726                    | 1727                   | 2º Marquês de Valença |
| D. Filipe de Mascarenhas                                       |        | 1727                    | 1728                   | 2º Conde de Coculim |
| D. João de Almeida Portugal                                    |        | 1728                    | 1729                   | 2º Conde de Assumar |
| D. Nuno da Silva Teles                                         |        | 1729                    | 1730                   | |
| D. Francisco Xavier de Meneses                                 |        | 1730                    | 1731                   | 4º Conde da Ericeira |
| D. Manuel Teles da Silva                                       |        | 1731                    | 1732                   | 3º Marquês de Alegrete |
| D. Miguel Luís de Meneses                                      |        | 1733                    | 1734                   | 3º Conde de Valadares |
| D. Filipe de Mascarenhas                                       |        | 1734                    | 1735                   | 2º Conde de Coculim |
| D. Pedro Miguel de Almeida Portugal                            |        | 1735                    | 1736                   | 4º Conde de Assumar |
| D. Afonso de Noronha                                           |        | 1736                    | 1737                   | |
|                                                                |        | 1737                    | 1800                   | Os dados deste período encontram-se indisponíveis                                                                                          |
| Século XIX                                                     |        |                         |                        | |
|                                                                |        | 1801                    | 1851                   | Os dados deste período encontram-se indisponíveis                                                                                          |
| D. Frei José Maria da Silva Torres                             |        | 26 de novembro de 1851  | 7 de dezembro de 1854  | Arcebispo de Palmira Com o Decreto Real de 2 de Dezembro de 1851, a administração da SCML passou a ser nomeada exclusivamente pelo Governo |
| Conselheiro Joaquim António de Aguiar                          |        | 1854                    | 1860                   | |
| Policarpo José Machado                                         |        | 1º de dezembro de 1860  | 1869                   | 1° Visconde de Benagazil |
| António de Saldanha Oliveira Juzarte Figueira e Sousa          |        | 6 de agosto de 1870     | setembro de 1888       | 4° Conde de Rio Maior e 1° Marquês de Rio Maior                                                                                            |
| Paulo Midosi                                                   |        | 20 de setembro de 1888  | 25 de dezembro de 1888 | |
| Tomás de Carvalho                                              |        | 3 de janeiro de 1889    | 3 de julho de 1897     | |
| Século XX                                                      |        |                         |                        | |
| Conselheiro António Augusto Pereira de Miranda                 |        | 8 de outubro de 1897    | 14 de janeiro de 1922  | |
| José da Silva Ramos                                            |        | 3 de fevereiro de 1922  | 28 de julho de 1939    | |
| Vitor Manuel Braga Paixão                                      |        | 28 de dezembro de 1942  | 9 de abril de 1944     | |
| Mário Pais de Sousa                                            |        | 29 de setembro de 1944  | 19 de abril de 1949    | |
| António de Sousa Madeira Pinto                                 |        | 3 de janeiro de 1956    | 15 de julho de 1956    | |
| José Guilherme de Mello e Castro                               |        | 15 de outubro de 1957   | dezembro de 1963       | |
| António Maria de Mendonça Lino Neto                            |        | 30 de dezembro de 1963  | 1973                   | |
| José Damasceno de Campos                                       |        | 21 de fevereiro de 1974 | 16 de setembro de 1974 | |
| Alfredo Bruto da Costa                                         |        | 17 de setembro de 1974  | janeiro de 1980        | |
| António Bracourt Pestana de Vasconcelos                        |        | 26 de março de 1980     | 17 de outubro de 1983  | |
| Joaquim Gomes                                                  |        | 19 de outubro de 1983   | janeiro de 1986        | |
| José Damasceno de Campos                                       |        | 15 de janeiro de 1986   | 30 de outubro de 1987  | |
| Maria José Pinto da Cunha de Avillez Nogueira Pinto (interina) |        | 1987                    | 1988                   | |
| Vítor José Melícias Lopes                                      |        | 9 de março de 1988      | janeiro de 1992        | |
| Maria Fernanda Cardoso Correia da Mota Pinto                   |        | janeiro de 1992         | 1º de janeiro de 1996  | |
| Maria do Carmo Romão Sacadura dos Santos                       |        | 2 de janeiro de 1996    | 18 de dezembro de 2001 | |
| Gertrudes da Conceição Loureiro Jorge                          |        | 19 de dezembro de 2001  | 30 de junho de 2002    | |
| Maria José Pinto da Cunha de Avillez Nogueira Pinto            |        | 1 de julho de 2002      | 23 de agosto de 2005   | |
| Rui António Ferreira da Cunha                                  |        | 24 de agosto de 2005    | 13 de setembro de 2011 | Reconduzido no cargo em 2 de janeiro de 2009                                                                                               |
| Pedro Miguel de Santana Lopes                                  |        | 14 de setembro de 2011  | 20 de outubro de 2017  | |
| Edmundo Emílio Mão de Ferro Martinho                           |        | 23 de outubro de 2017   | 2 de maio de 2023      | |
| Ana Maria Teodoro Jorge                                        |        | 2 de maio de 2023       | 20 de maio de 2024     | |
| Paulo Alexandre Duarte de Sousa                                |        | 20 de maio de 2024      | presente               | |